# Fladnitz an der Teichalm
Fladnitz an der Teichalm è un comune austriaco di 1 804 abitanti nel distretto di Weiz, in Stiria. Il 1º gennaio 2015 ha inglobato i comuni soppressi di Tulwitz e Tyrnau.